# 米德里奇 (密蘇里州)
米德里奇（英語：Midridge）是位於美國密蘇里州香農縣的非建制地區。

## 歷史
米德里奇的郵局於1931年設立，其後於1964年停運。

## 地理
米德里奇所處的海拔為高於海平面373米（即1224英呎），而該地所採用的時區為UTC-6，即北美中部時區（CST）。同時該地設有夏令時間，為UTC-6調快一小時，即UTC-5（CDT）。